# Lở đất Afghanistan 2014
Ngày 2 tháng 5 năm 2014, hai trận lở đất phát sinh tại huyện Argo, tỉnh Badakhshan, Afghanistan. Tổng số người thiệt mạng dao động từ 350 đến 2.700. Khoảng 300 ngôi nhà bị chôn vùi và trên 14.000 người chịu tác động. Lực lượng cứu hộ đang phản ứng trước trận lở đầu đầu tiên thì bị trận lở đất thứ nhì tấn công, gây cản trở cho các nỗ lực cứu trợ.

## Lở đất
Ngày 2 tháng 5, hai trận lở đất phát sinh tại sườn của một núi thuộc huyện Argo; tác động đến làng Aab Barik/Hobo Barik. Trận lở đất đầu tiên tấn công từ 11:00 đến 13:00 Do lở đất phát sinh vào thứ Sáu- ngày lễ tại tại Afghanistan- nhiều gia đình ở nhà thay vì đi làm. Mọi người nỗ lực giải cứu những người bị tấn công sau trận lở đất thứ nhất, song một trận lở đất thứ nhì phát sinh làm một lượng lớn người tham gia cứu hộ bị mắc kẹt hoặc thiệt mạng. Các lớp đất trượt liên tiếp khiến làng bị san phẳng, và khu vực bị 10 đến 30 mét (33 đến 98 ft) bùn bao phủ. Một tuần trước các trận lở đất, có mưa rất lớn và lụt tại miền bắc Afghanistan. There was a risk of further mudslides.

## Thương vong
Các trận lở đất tác động đến 1.000 nhà, khoảng một phần ba tổng số nhà trong làng, ngập trong "hàng nghìn tấn đất đá", chúng tạo thành "một sóng bùn tàn phá mọi thứ trên đường đi của nó". Các báo cao ban đầu nói rằng có 350 người thiệt mạng và 2.500 người mất tích. Sau khi phạm vi của thảm họa trở nên rõ ràng hơn, ngày hôm sau các quan chức tỉnh Badakhshan ước tính tổng số người thiệt mạng tăng lên khoảng 2.100. Tuy nhên, phó thống đốc tỉnh là Gul Mohammad Bedar sau đó cho biết: "Số liệu ban đầu mà chúng tôi công bố được thu thập từ cư dân địa phương, không phải từ các đội chuyên môn của chúng tôi. Chúng tôi nghĩ tổng số thiệt mạng không cao quá 500." Liên Hợp Quốc cho biết 350 trường hợp tử vong được xác nhận và không có triển vọng tìm kiếm thêm các thi thể do "tính chất thảm họa" của lở đất.

## Nỗ lực cứu trợ
Một đại đội binh sĩ Afghanistan được phái đến khu vực để trợ giúp những người cứu hộ, và liên quân do Hoa Kỳ lãnh đạo tại Afghanistan cho biết họ "sẵn sàng giúp đỡ nếu được yêu cầu". Các làng lân cận cũng được tiến hành sơ tán do lo ngại lở đất tiếp diễn. Thủ tướng Afghanistan Mohammad Zakria Sauda suy đoán tổng số người thiệt mạng có thể đạt 1.000. Các nhân viên cứu hộ phải đối diện với tình trạng thiếu các thiết bị cần thiết, điều này ảnh hưởng đến cứu trợ. Lo ngại về một trận lở đất thứ ba cản trở hoạt động của đội cứu trợ. Các hoạt động cứu trợ bị đình chỉ vào hôm sau do các quan chức cân nhắc đến độ an toàn, thiếu thiết bị và không có khả năng tiến hành các hoạt động cần thiết, Nỗ lực cứu trợ bị đình chỉ vào ngày 4 tháng 3 do thiếu thiết bị. song được phục hồi sau khi các thân nhân phàn nàn về quyết định này.

## Phản ứng
Thống đốc tỉnh Badakhshan nói rằng các trận lở đất "quy mô lớn và việc đưa mọi thi thể ra vượt khỏi khả năng của con người [...] Đây là một thảm họa và một bi kịch". Ông cón phát biểu rằng thu gom các thi thể là bất khả thi và nên để khu vực đó như một hố chôn tập thể.
Tổng thống Afghanistan Hamid Karzai phát biểu rằng ông "đau buồn vô hạn trước tổn thất về nhân mạng và thiệt hại về tài chính". Tổng thống Hoa Kỳ Barack Obama phát biểu rằng "Chúng tôi lo lắng cho nhân dân Afghanistan đang phải đối diện với một tai họa khủng khiếp [...] Chúng tôi sẵng sàng giúp đỡ các đối tác Afghanistan của mình để đối diện với tai họa này".
Một buổi lễ tưởng niệm diễn ra vào ngày 3 tháng 5.